# Peter Schlosser (E-Sportler)
Peter „Chucky“ Schlosser (* 11. Juli 1982 in Giengen an der Brenz) ist ein ehemaliger deutscher E-Sportler. Er war Mitglied des TAMM-Clans, hat später zusammen mit der Alternate GmbH ALTERNATE aTTaX als erstes deutsches Werksteam im E-Sport gegründet und war von 2000 bis 2004 sowie 2006 Counter-Strike-Spieler.

## Karriere
Der erste internationale Auftritt von Schlosser war Ende 2000 mit dem Team FEAR-Factory auf der CPL in Köln. Hier erreichte er als zweitbestes deutsches Team einen 5. Platz. 2001 wechselte er zu dem TAMM-Clan. Außerdem war er Teil des ersten Deutschen Counter-Strike-Nationalteams. Mit TAMM und dem Nationalteam konnte er jeweils einen zweiten Platz im EuroCup III und NationsCup I belegen. Außerdem erreichte er im selben Jahr den zweiten Platz im PC Action Masters Turnier, das zu dieser Zeit eines der größten nationalen Turniere im E-Sport und durch die gleichnamige PC-Zeitschrift veranstaltet worden war. Des Weiteren war er im Rahmen seiner Mitgliedschaft bei TAMM als Co-Autor für das offizielle Lösungsbuch zu Counter-Strike tätig.
Gegen Ende 2001 wechselten große Bestandteile des aktiven Teams zu Perdox und später zu eSports United. Nach kurzer Zeit der Inaktivität wurde Schlosser Anfang 2003 von der Alternate GmbH beauftragt, das erste Deutsche Werksteam zu gründen. Im August 2003 wurde Alternate Attax auf der Games Convention vorgestellt. Mit Alternate Attax konnte er Ende 2003 die erste Ausgabe des Giga GrandSlam gewinnen. Das Turnier wurde durch den gleichnamigen TV-Sender Giga veranstaltet und das Finale war das erste Counter-Strike-Finale, das in Deutschland live im Fernsehen ausgestrahlt worden war. Im Jahr 2004 konnte er die fünfte Ausgabe der Deutschen LAN-Meisterschaften WWCL gewinnen. Außerdem gewann er mit Alternate Attax die Deutsche WCG-Qualifikation und belegte in der EPS-Season IV den dritten Platz. Von Ende 2004 bis Mitte 2006 war er in Counter-Strike inaktiv. Mitte 2006 zerbrach das Counter-Strike-Lineup des Werksteams und Schlosser gab im zweiten Halbjahr 2006 ein kurzes Comeback. Ende 2006 zog er sich nach dem Gewinn der World Series of Video Games 2006 in New York City endgültig aus dem aktiven E-Sport zurück. Danach widmete er sich primär seinen Aufgaben im Clan-Management und Trainer der Counter-Strike Teams.

## Erfolge
Dies ist ein Ausschnitt der Erfolge von Schlosser.
| Jahr | Platz | Turnier                  | Team            |
| ---- | ----- | ------------------------ | --------------- |
| 2000 | 5.    | CPL Köln 2000            | FEAR-Factory    |
| 2001 | 2.    | Clanbase EuroCup III     | TAMM            |
| 2001 | 2.    | PC Action Masters        | TAMM            |
| 2001 | 2.    | Clanbase Nationscup I    | Team-Ger        |
| 2001 | 2.    | WCG Qualifikation        | Perdox          |
| 2003 | 1.    | GIGA GrandSlam           | Alternate Attax |
| 2004 | 1.    | WWCL Finals #5           | Alternate Attax |
| 2004 | 1.    | EAS Season               | Alternate Attax |
| 2004 | 3.    | Clanbase OpenCup         | Alternate Attax |
| 2004 | 3.    | ESL Pro Series Season IV | Alternate Attax |
| 2004 | 1.    | WCG Qualifikation        | Alternate Attax |
| 2006 | 3.    | ESL Pro Series Season IX | Alternate Attax |
| 2006 | 1.    | WSVG Finals 2006         | Alternate Attax |